# Fairfield, New South Wales
Fairfield là một khu vực ngoại ô phía tây của Sydney, thuộc tiểu bang New South Wales, Úc.
Nằm ở trung tâm đồng bằng Cumberland, Fairfield cách trung tâm thương mại Sydney 72 cây số về phía tây và là trung tâm hành chính của chính quyền địa phương của Thành phố Fairfield, dù một phần rất nhỏ của Fairfield thuộc Hội đồng Cumberland.
Fairfield là một trong những thành phố đa văn hóa và đa dạng nhất ở nước Úc, với hơn một nửa số cư dân sinh ra ở nước ngoài, chủ yếu là từ các nước không nói tiếng Anh [2]. Phần lớn cư dân nói được một ngôn ngữ khác ngoài tiếng Anh, trong đó hai ngôn ngữ phổ biến nhất là tiếng Ả Rập và tiếng Assyria. [1] Fairfield là nơi định cư của người Assyria-Chaldeo theo Kitô giáo (chủ yếu là những người đến từ Iraq, Iran, Thổ Nhĩ Kỳ và Syria) và những người Iraq khác có nguồn gốc tôn giáo và sắc tộc khác biệt.

## Lịch sử
Trong hơn 30.000 năm, người thổ dân từ bộ lạc Cabrogal-Gandangara đã sinh sống ở khu vực Fairfield.
Sự định cư sớm nhất của người da trắng tại vùng Fairfield được mô tả trong Nhật ký của William Bradley, trong đó ông ghi chú về chuyến thám hiểm từ Rose Hill đến Prospect Creek để tìm xem liệu Prospect Creek có dẫn đến Vịnh Botany hay không. Bradley mô tả có một nơi ở Creek, mà nước thay đổi từ ngọt trở sang mặn với mực nước hạ thấp là 1, 2 mét. Sự hiện diện của nước mặn xác nhận mối liên hệ của vùng Prospect Creek với biển [4].
Breton Gabriel Louis Marie Huon de Kerrileau từng chạy trốn khỏi Pháp trong cuộc Cách mạng Pháp và đến thuộc địa NSW năm 1794 với tư cách là một người lính trong Quân đoàn NSW. Năm 1807, ông Breton Gabriel được cấp 100 mẫu Anh (40 ha) tại trung tâm của vùng đất Fairfield và ông chính là người đầu tiên đã đặt tên Castel Paul cho vùng này. Cái tên Castel Paul được đặt theo tên thị trấn Kastell-Paol, thuộc Britanny của Pháp, nơi ông Breton Gabriel đã sinh ra. Vào năm 1814, Castel Paul được nới rộng do các chủ nhân tiếp theo của nó và tạo thành một vùng đất chưa được xác định rộng đến 700 mẫu Anh.
Ông John Horsely, một người định cư tự do, đã mua vùng đất này vào năm đó và đặt tên là Mark Lodge, theo tên khu bất động sản của gia đình ông tại Essex, Anh quốc. Horsley, Quan toà và Điều tra viên tại Liverpool (1825-1834), và đại gia đình của ông là một trong số những người da trắng tiên phong đến định cư tại vùng đất Fairfield. Sau đó, Thomas Ware Smart (1810-1881), nhà Tài chánh của NSW, đã mua lại vùng đất này và xây dựng 'Fairfield House' vào thập niên 1860. Trạm xe lửa Fairfield được mở vào năm 1856 và Fairfield là nơi có tòa nhà hỏa xa cổ nhất còn sót lại ở New South Wales. Giữa thế kỷ 19 vùng đất này bắt đầu phát triển nhờ việc xây dựng đường sắt vào năm 1856. Khoảng đầu thế kỷ 20, khu vực này có 2.500 người và với đất màu mỡ các cây trồng nông nghiệp được trồng để cung cấp cho Sydney. Điện lực được kết nối vào năm.[8]
Sau Thế chiến thứ II, dân số tăng nhanh do làn sóng di dân của người Châu Âu và cựu quân nhân đến Úc. Sự phát triển của Ủy ban Gia cư với quy mô lớn vào những năm 1950 đã làm tăng dân số Fairfield lên đến 38.000. Đến năm 1979, dân số lên đến 120.000 và thành phố trở thành một trong những Khu vực Chính quyền Địa phương lớn tại New South Wales. Trong thập niên 1980 khi xảy ra cuộc chiến giữa Iraq và Iran, một số lượng lớn người Assyria chạy trốn khỏi Iraq và định cư tại Fairfield, khiến khu vực này trở thành nơi có đông người Assyria định cư nhất.[9]

### Khu thương mại và văn hoá
Fairfield hỗ trợ cho việc kết hợp phát triển dành cho thương mại và gia cư, chủ yếu là các tòa nhà cao tầng trung bình và một số căn hộ cao nhiều tầng mới xây dựng. Fairfield có hai trung tâm mua sắm: Fairfield Forum và Neeta City. Khu trung tâm thứ hai Neeta City có cửa hàng bách hoá Big W cũng như siêu thị Woolworths. Dân số đa dạng văn hoá của Fairfield được phản ánh trong các hoạt động kinh doanh đa văn hóa của địa phương như có trên 20 loại quán cà phê và nhà hàng bao gồm ẩm thực của người Assyria, Iraq, Ý, Trung Quốc, Lebanon, Việt Nam, Nam Mỹ và Thái Lan.
Sự phát triển mạnh của cộng đồng của người Iraq và Assyria ở Fairfield khiến giới truyền thông mô tả Fairfield như một 'Iraq thu nhỏ' hay 'thành phố người Assyria thu nhỏ'. Nhiều doanh nghiệp của người Iraq đã khai trương tại Fairfield, chủ yếu trên Đường Ware. Các doanh nghiệp này bao gồm mọi thứ từ các cửa hàng trang sức đến các nhà hàng ăn uống, làm cho khu vực trở thành nơi yêu thích và là điểm nóng mua sắm cho cộng đồng người Assyria/Iraq.
Fairfield cũng có nhiều nhà thờ, câu lạc bộ thể thao, hiệp hội văn hoá và các nhóm y tế của người Assyria. [10] Cộng đồng Iraq tại Sydney đã tụ tập tại Fairfield để kỷ niệm ngày Iraq được tham dự giải Cúp Bóng Đá Châu Á năm 2007. Hơn 7.000 người đã tham gia lễ hội trên đường phố quanh Fairfield vào Chủ nhật 29 tháng 7 năm 2007 sau khi Iraq thắng và đạt chức vô địch ở vòng chung kết Cúp Bóng Đá Châu Á.

## Dân số
Theo cuộc điều tra dân số năm 2016, dân số Fairfield là 18.081, trong đó 67% cư dân sinh ở ngoài nước Úc.

### Thành phần sắc tộc
Các nhóm sắc tộc lớn nhất có sinh quán từ Iraq (22,3%), Việt Nam (9,0%), Syria (3,7%), Trung Quốc (2,9%) và Campuchia (2,2%).
Ngôn ngữ
Chỉ có 17,4% cư dân nói tiếng Anh như là ngôn ngữ duy nhất. Ngôn ngữ được nói nhiều nhất ngoài tiếng Anh là tiếng Assyria Neo-Aramaic với 21,2%, Ả rập với 14,3 %, tiếng Việt với 11% và Tây Ban Nha với 4,5%
Sắc tộc
Các nhóm sắc tộc phổ biến tại Fairfield là người Assyria (11,9%), người Việt (9,4%), người Hoa (8,8%) người Iraq (7,9%) và người Úc (3,4%).
Tôn giáo
Theo thống kê, Công giáo chiếm 31,7%, Phật giáo 11,6%, không tôn giáo 10,6% và Hồi giáo là 9,7%. Ki-tô giáo được xem là nhóm tôn giáo lớn nhất với 61,5%.